# Прљави Хари: Клопка за инспектора Калахана
Прљави Хари: Клопка за инспектора Калахана (енгл. Magnum Force) амерички је акциони трилер, други део филмског серијала Прљави Хари. Главну улогу тумачи Клинт Иствуд као полицијски инспектор Сан Франциска, Хари Калахан. Тед Пост је режирао филм, Роберт Дејли био продуцент, а сценарио су написали Џон Милијус и Мајкл Чимино.

## Радња филма
Члан банде Кармин Рика (Ричард Девон) вози се у својој лимузини након ослобађајуће пресуде над њим за масовно убиство. Међутим, полицајац га убија заједно са његова три сарадника. Инспектор Хари Калахан (Клинт Иствуд) обилази место злочина заједно са својим партнером Ерлингтоном Смитом (Фелтон Пери), упркос чињеници да би њих двојица требало да буду у служби. Након што он и Смит зауставе отмицу авиона, Калахан упознаје полицајце новајлије Фила Свита, Џона Дејвиса, Алана Астрахана и Мајка Грајмса док вежба на затвореном стрелишту. Калахан од Свита сазнаје да је (иако није директно речено, а претпоставља се да су и остали) бивши нападач из ваздухопловства и ветерани специјалних снага након што је свој пиштољ позајмио новајлији и био веома импресиониран. Нешто касније, полицајац мотоцикла убија мафијаше на забави на базену користећи експлозив и аутоматску пушку.
Док су Калахан и Ерли решавали случај оружане пљачке продавнице, макро (Алберт Попвел) убија проститутку (Маргарет Ејвери) која му је одузимала новац. Следећег дана, макроа убија полицајац којег је покушао да подмити. Док истражује место злочина, Калахан закључује шта се догодило и схвата да иза злочина стоји полицајац. О томе прича са својим пријатељем Чарлијем Макојем, који је у депресији откад је оставио жену. Касније полицајац са мотоцикла убија дилера дрогеЛуа Гузмана. Међутим, Гузмана је контролисао Калахан стари партнер Френк Диђорђо (Џон Мичам) који види како Макој баца свој бицикл испред Гузмановог стана непосредно пре убистава. Полицајац са мотоцикла, испоставља се да је Дејвис, види Макој на паркингу и убија га како би елиминисао потенцијалног сведока. Калахан сазнаје за Макојеву смрт док излаже своје сумње Бригсу.
На годишњем такмичењу у пуцању, збуњени Диђорђо каже Калахану да је Дејвис био први официр који је стигао након убистава Гузмана и Макоја. Калахан позајмљује од Дејвиса пиштољ како би касније балистичари потврдили да се меци подударају са мецима пронађеним на месту злочина где је Гузман убијен. Калахан почиње сумњати да је за убиства одговоран тајни одред смрти унутар СФПД-а. Бригс игнорише његове сумње и тврди да иза смрти стоји убица мафије Френк Палансио. Калахан тражи од Бригса да Дејвис и Свит иду са њим ка помоћ при уласку у Палансиову канцеларију. Међутим, Палансио и његова банда примају дојаву, што је резултирало пуцњавом и смрћу Палансија и Свита. Претрес Палансијевих канцеларија не открива ништа и додатно узнемирава Харија. Три преостала полицајца нуде Калахану да постане члан њихове организације што он одбија. Док проверава своје поштанско сандуче, Калахан налази бомбу и успева је уклонити, али друга бомба убија Ерлија док Хари покушава да га позове телефоном и упозори.
Калахан зове Бригса и показује му бомбу, како би се уверио да је Бригс вођа одељења смрти. Бригс помиње граничну правду као Калаханов разлог што није хтео да уђе у организацију. Калахан и Бригс се возе до неоткривене локације док их прати Грајмс. Калахан успева да у аутобусу онесвести Бригса. Грајмс јури и пуца на задње ветробранско стакло аутомобила пре него што га Калахан прегази. Појављују се Дејвис и Астрахан, због чега Калахан бежи на стари носач авиона. Док покушавају да нађу Калахана, Астрахан пуца а Калахан га проналази и убија. Калахан трчи на горњу палубу и узима Астраханов мотоцикл, јурећи Дејвиса између бродова, а након тога се пут сужава. Калахан се зауставља док Дејвис умире у заливу Сан Франциско. Калахан се враћа до аутомобила, где га дочекује Бригс. Бригс каже да намерава да окриви Калахана за убиства, а не да га убије. Док се одмиче од аутомобила, Калахан активира тајмер на бомби и баца је на задње седиште што резултира експлозијом и смрћу Бригса.

## Улоге
- Клинт Иствуд — Хари Калахан
- Хал Холбрук — поручник Нил Бригс
- Дејвид Соул — полицајац Џон Дејвис
- Тим Метисон — полицајац Фил Свит
- Кип Нивен — полицајац Алан "Ред" Астрахан
- Роберт Урих — полицајац Мајк Грајмс
- Фелтон Пери — инспектор Ерлингтон Смит
- Мичел Рајан — полицајац Чарли Макој
- Маргарет Ејвери — проститутка
- Боб Маклург — бозач таксија
- Џон Мичам — Френк Диђорђо
- Алберт Попвел — макро, Џеј Џеј Вилсон
- Ричард Девон — Кармин Рика
- Кристин Вајт — Керол Макој
- Тони Ђорђо — Френк Палансио
- Морис Арџент — Нет Вајнстајн
- Џек Кослин — Валтер
- Боб Марч — Естабрук
- Адел Јошиока — Сани
- Сузан Сомерс — девојка на базену